# ويليام بيكيت
ويليام بيكيت (بالإنجليزية: William Beckett)‏ هو مغني وعازف قيثارة وموسيقي ومغن مؤلف أمريكي، ولد في 11 فبراير 1985 في بارينغتون في الولايات المتحدة.

## وصلات خارجية
- ويليام بيكيت على موقع ميوزك برينز (الإنجليزية)
- ويليام بيكيت على موقع إن إن دي بي (الإنجليزية)
- ويليام بيكيت على موقع ديسكوغز (الإنجليزية)